# Bad Dürkheim (stad)
Bad Dürkheim is een gemeente in de Duitse deelstaat Rijnland-Palts. Het is de Kreisstadt van de Landkreis Bad Dürkheim. De plaats telt 18.553 inwoners.

## Delen van Bad Dürkheim
- De kernstad Bad Dürkheim
- Grethen, incl. Hausen, tussen Hardenburg en het stadscentrum in
- Hardenburg, incl. het Jägerthal, 3 km ten westen van het stadscentrum
- Leistadt, ten noordwesten van het stadscentrum
- Seebach, aan de zuidrand van het stadscentrum
- Trift, aan de oostrand van het stadscentrum
- Ungstein, ten noordoosten van het stadscentrum

## Geografie en infrastructuur

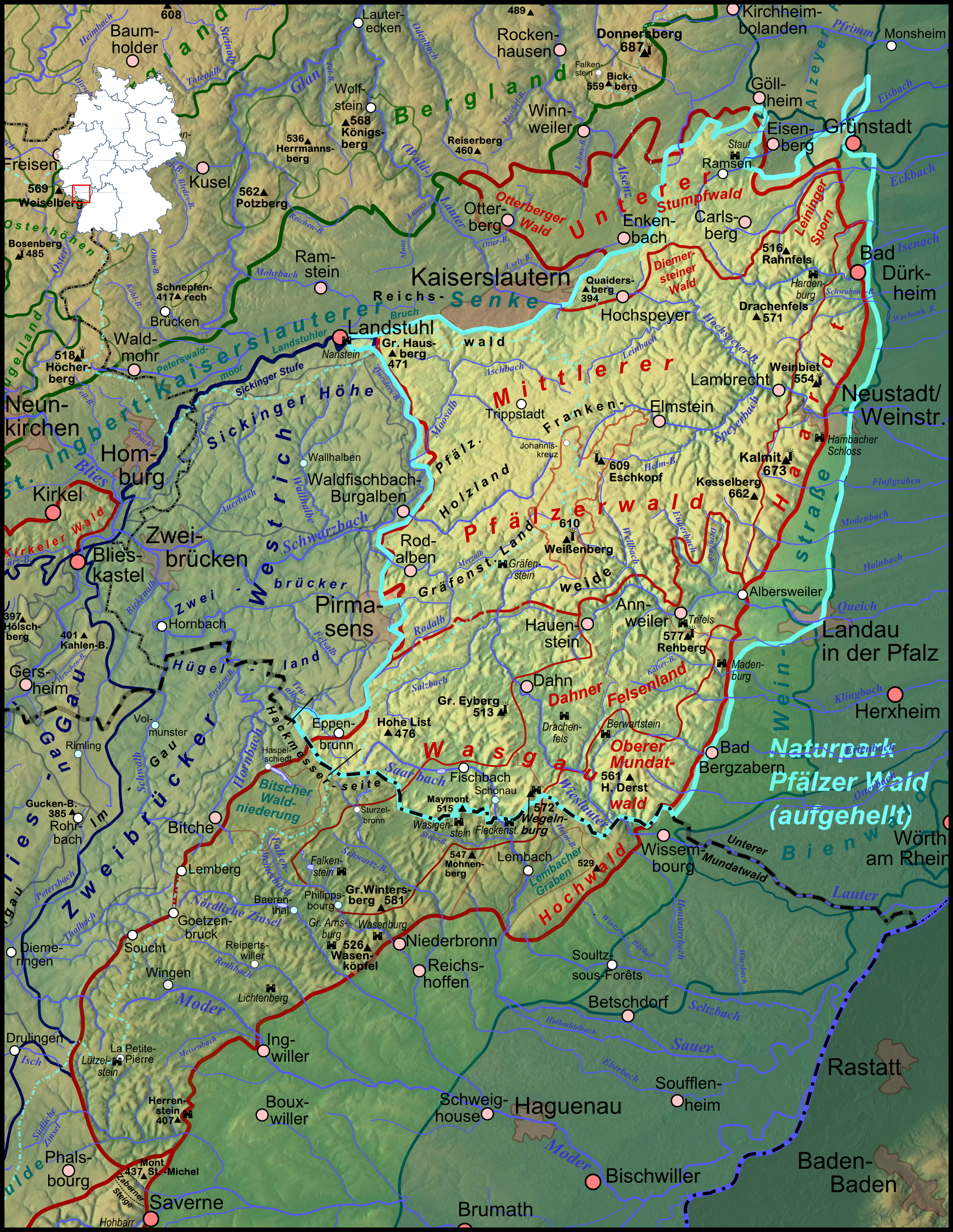
Naturpark Pfälzerwald
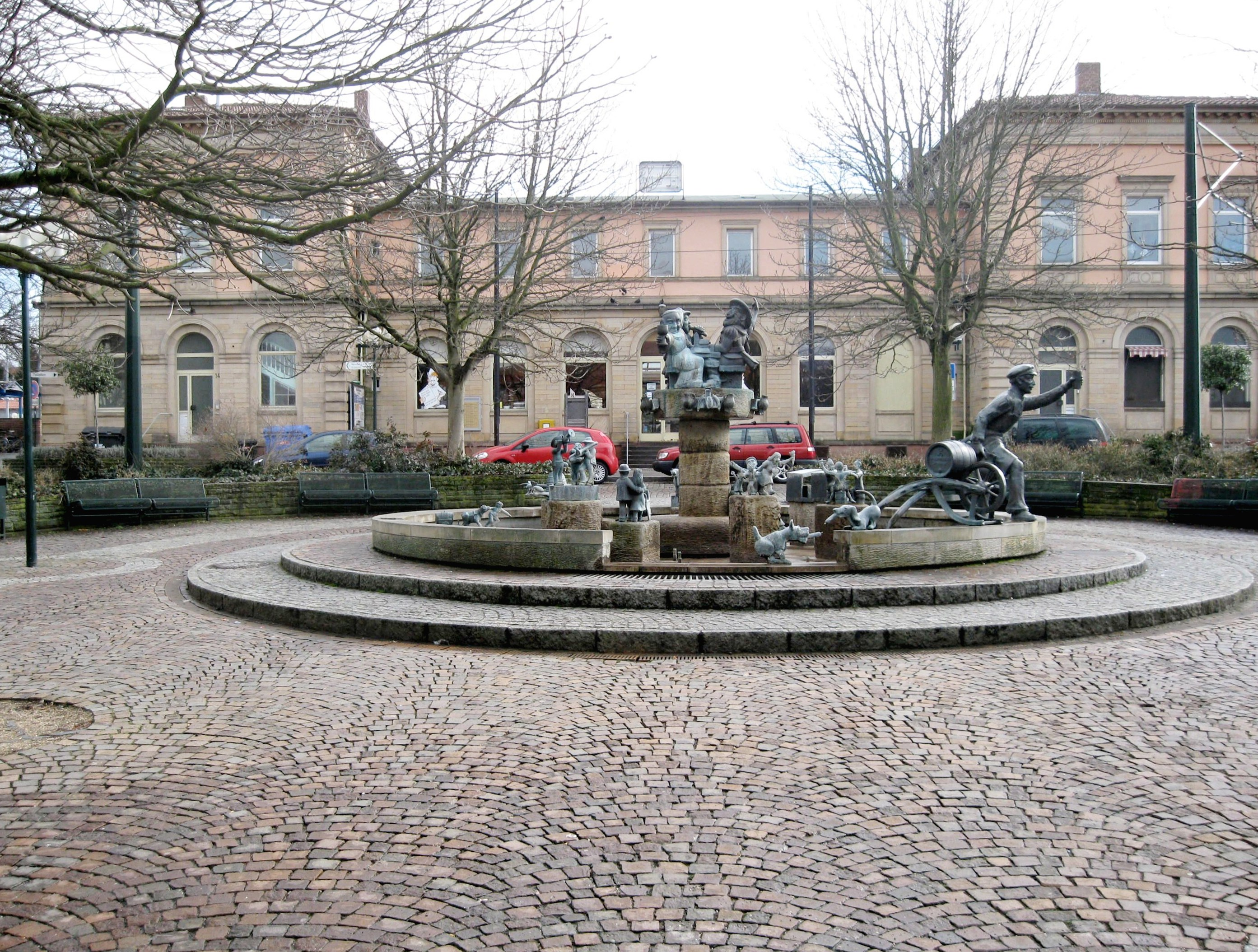
Station
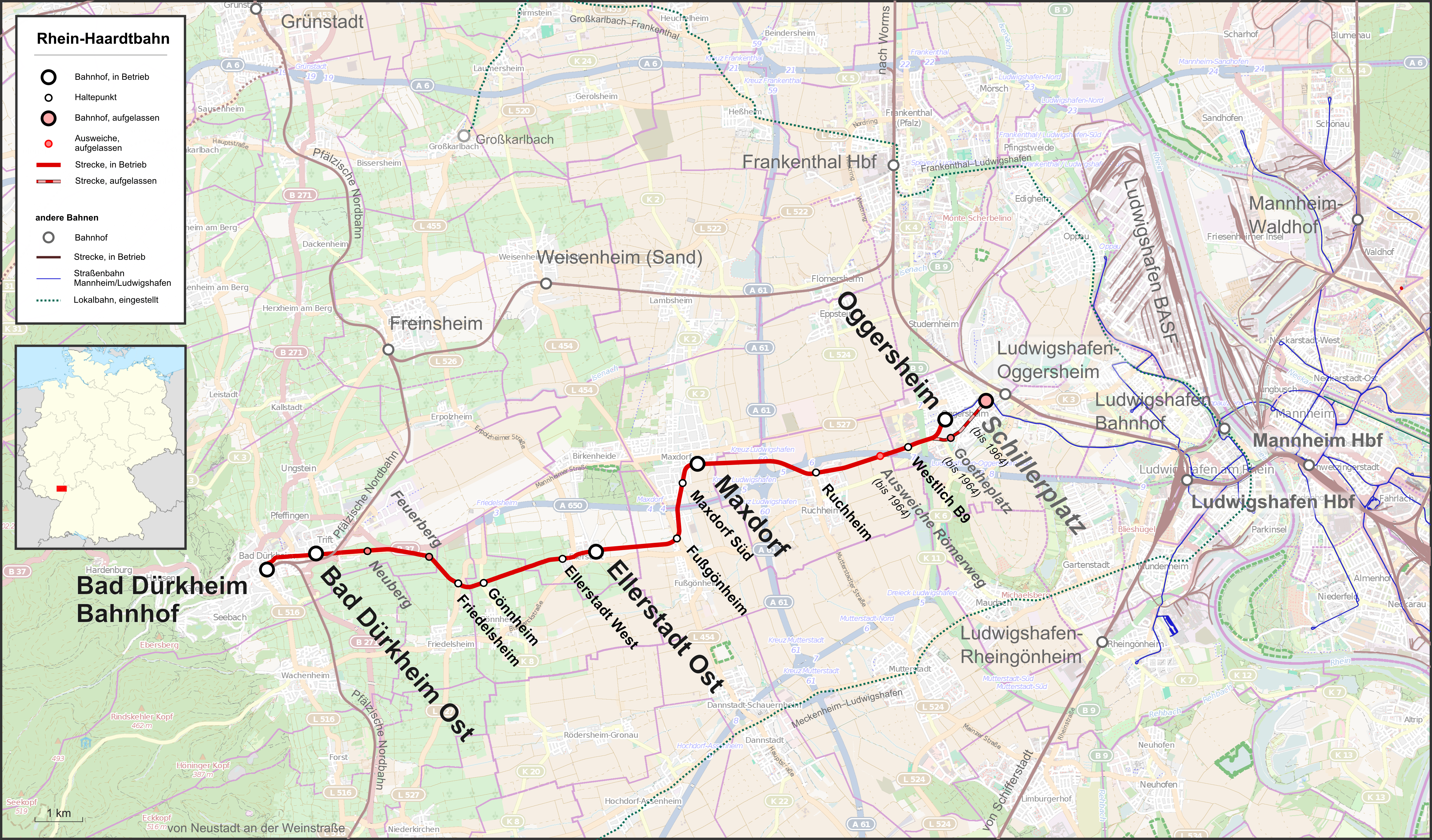
Spoorlijn Bad Dürkheim–Ludwigshafen-Oggersheim
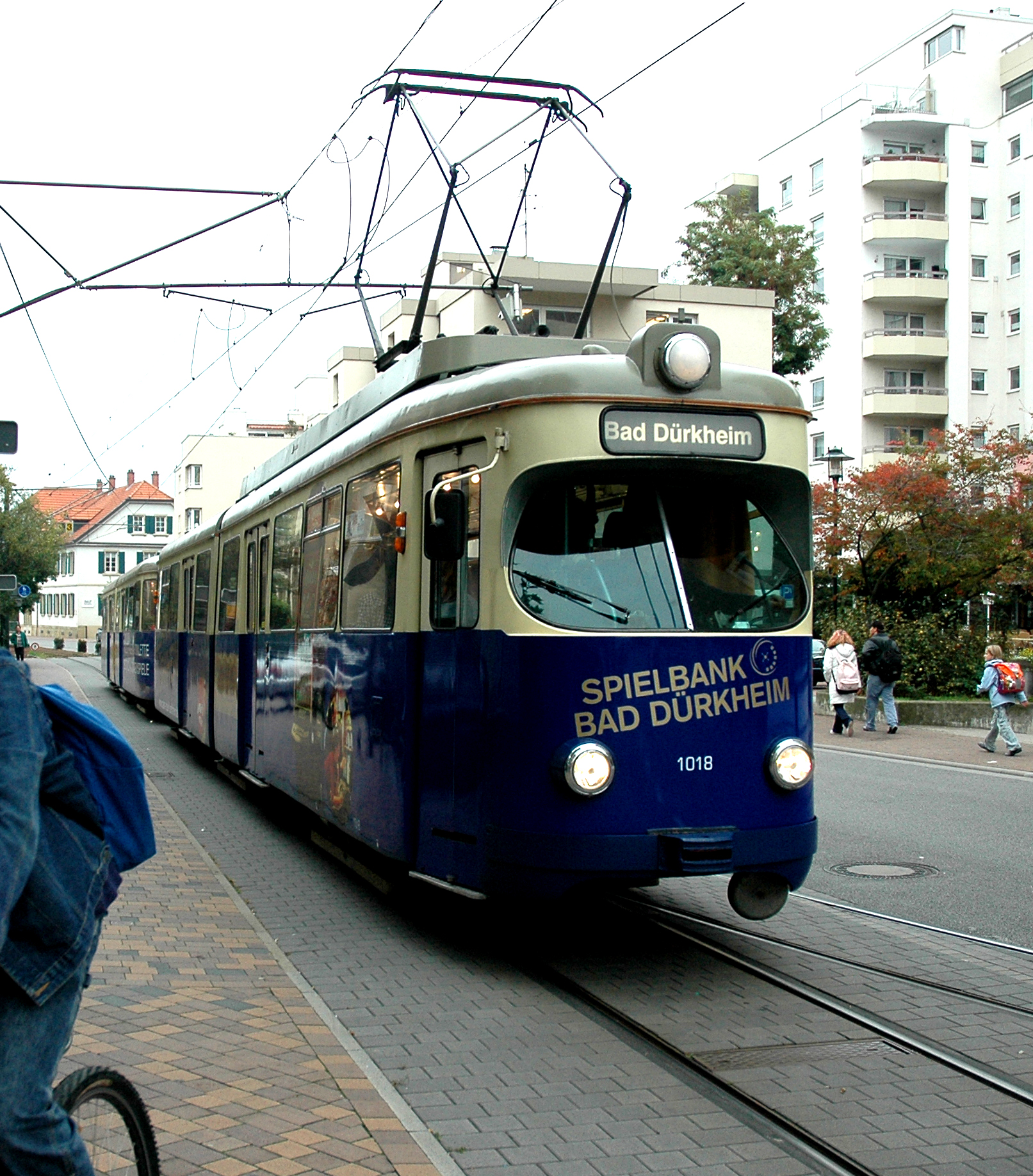
Tram Rhein-Haardtbahn te Bad Dürkheim
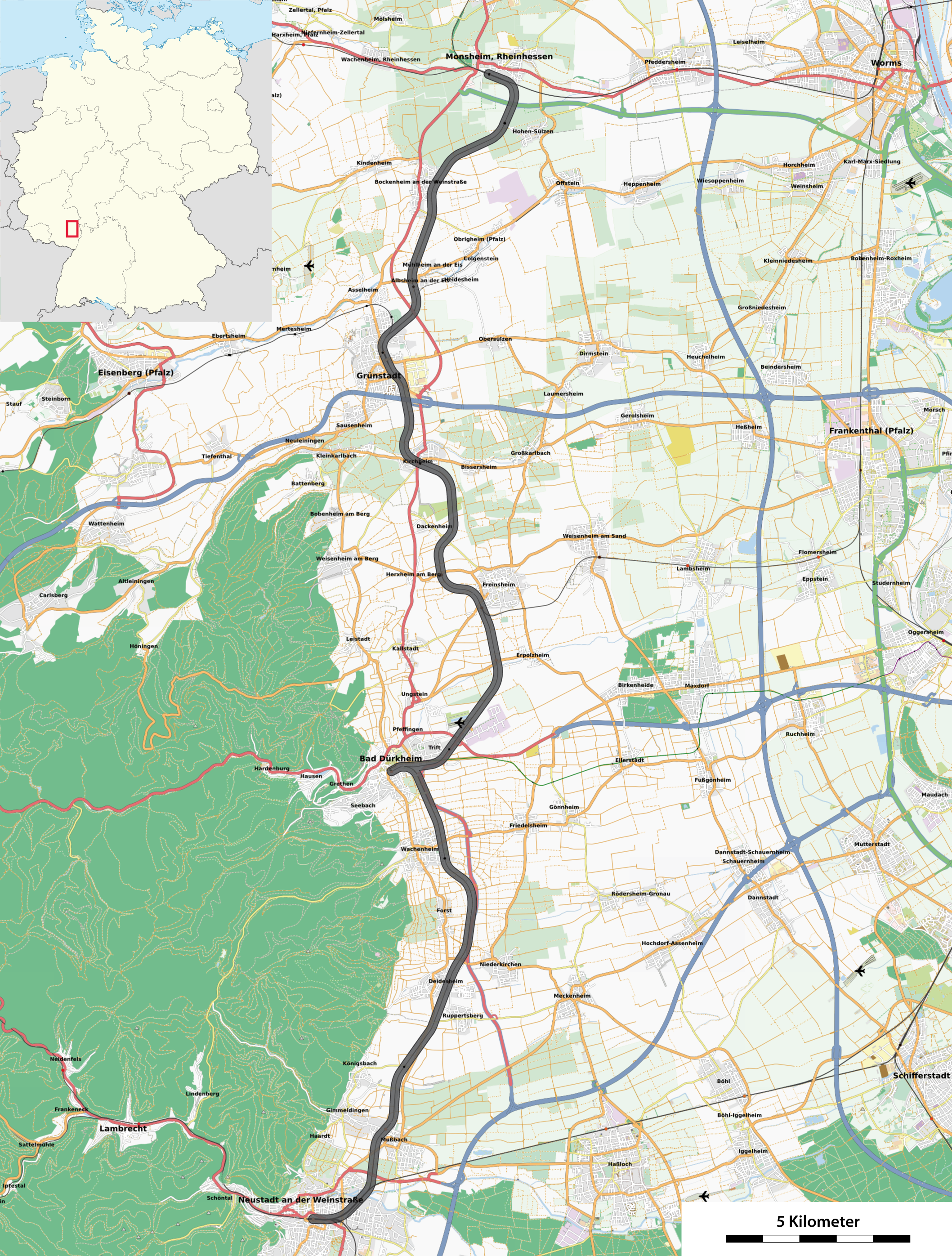
Spoorlijn Neustadt (Weinstr) Hbf- Monsheim
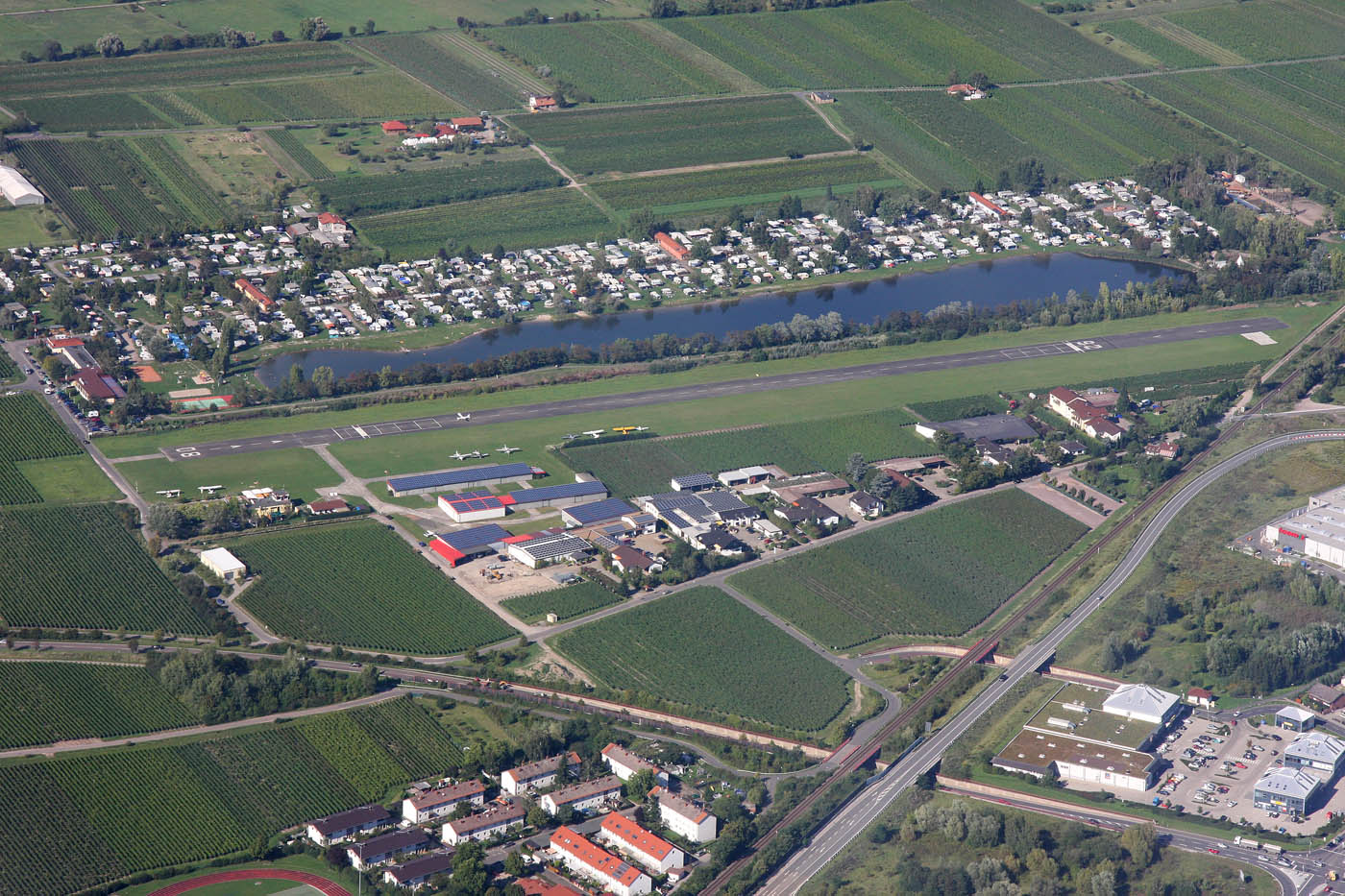
Vliegveld

De stad ligt aan de noordoostkant van een bosrijk middelgebergte met de naam Haardt. Verder wordt de stad omgeven door nationaal park Naturpark Pfälzerwald. Een gedeelte van dit geaccidenteerde gebied ligt binnen de gemeente Bad Dürkheim, waaronder de heuvels Drachenfels (570 m), Steinkopf (527 m) en Großer Pfaffenkopf (486 m).
Door de stad loopt van west naar oost de Isenach, een 36 km lange zijbeek van de Rijn, en enkele daarin uitmondende kleine beken.

### Naburige plaatsen
De dichtstbijzijnde grotere steden zijn:
- 30 km westwaarts: Kaiserslautern
- 20 km oostwaarts: Ludwigshafen en aan de andere kant van de Rijn : Mannheim
- 15 km zuidwaarts: Neustadt an der Weinstraße

Buurgemeenten zijn (in de richting van de wijzers van de klok, beginnend in het noorden):
Kallstadt, Freinsheim, Erpolzheim, Birkenheide, Ellerstadt, Gönnheim, Friedelsheim, Wachenheim an der Weinstraße (in het zuiden) , Neidenfels, Weidenthal, Frankenstein, Fischbach (bei Kaiserslautern), Wattenheim (in het noordwesten), Neuleiningen, Kirchheim an der Weinstraße, Bobenheim am Berg, Weisenheim am Berg, Herxheim am Berg, Weisenheim am Sand, Dackenheim en Altleiningen.

### Infrastructuur
Door de gemeente lopen de Bundesstraße 37 (west <-> oost) en de Bundesstraße 271 (noord <-> zuid).
Het station wordt aangedaan door twee regionale spoorlijnen: De spoorlijn Bad Dürkheim – Ludwigshafen-Oggersheim of Rhein-Haardtbahn; en de spoorlijn Neustadt an der Weinstraße - Monsheim of Pfälzische Nordbahn.
De smalspoorlijn Rhein-Haardtbahn heeft haar eindpunt op het plein vóór het station Bad Dürkheim. Deze lijn houdt, wat betreft erop rijdende voertuigen, stroomvoorziening, kruisingen met verkeerswegen alsmede qua infrastructuur, het midden tussen een spoorlijn en een tramlijn.
Westwaarts over de B 37, naar o.a. Hardenburg, rijdt een streekbus vanaf station Bad Dürkheim.
Eén kilometer ten noordoosten van de stad ligt een klein vliegveld, hoofdzakelijk voor de zweefvliegsport. Het veld heeft ICAO-code EDRF en een geasfalteerde start- en landingsbaan van 600 × 20 meter.

## Economie, kuurbedrijf

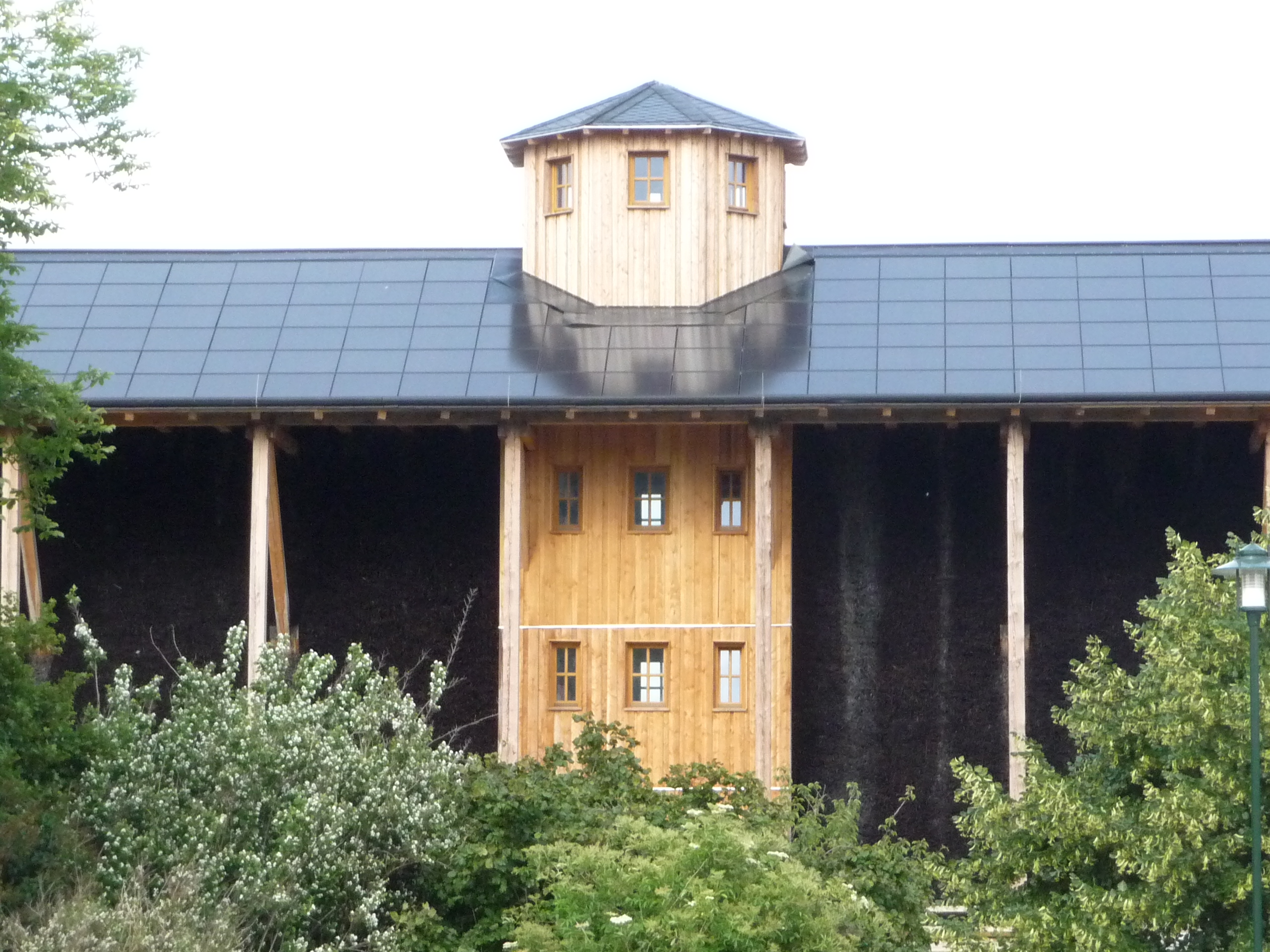
Het gradeerwerk van Bad Dürkheim na de herbouw (2011)
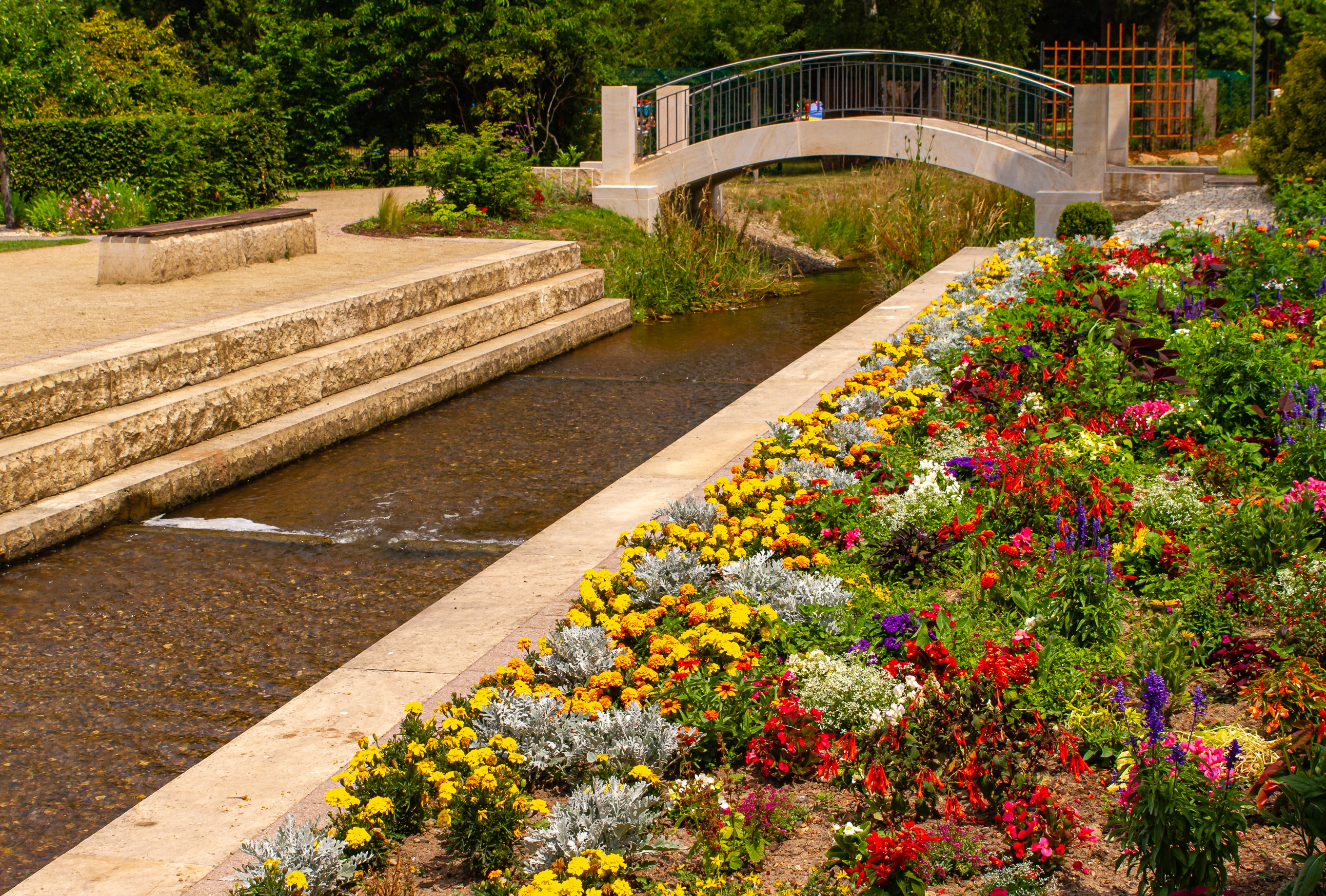
Bruggetje over de Isenach in het kuurpark
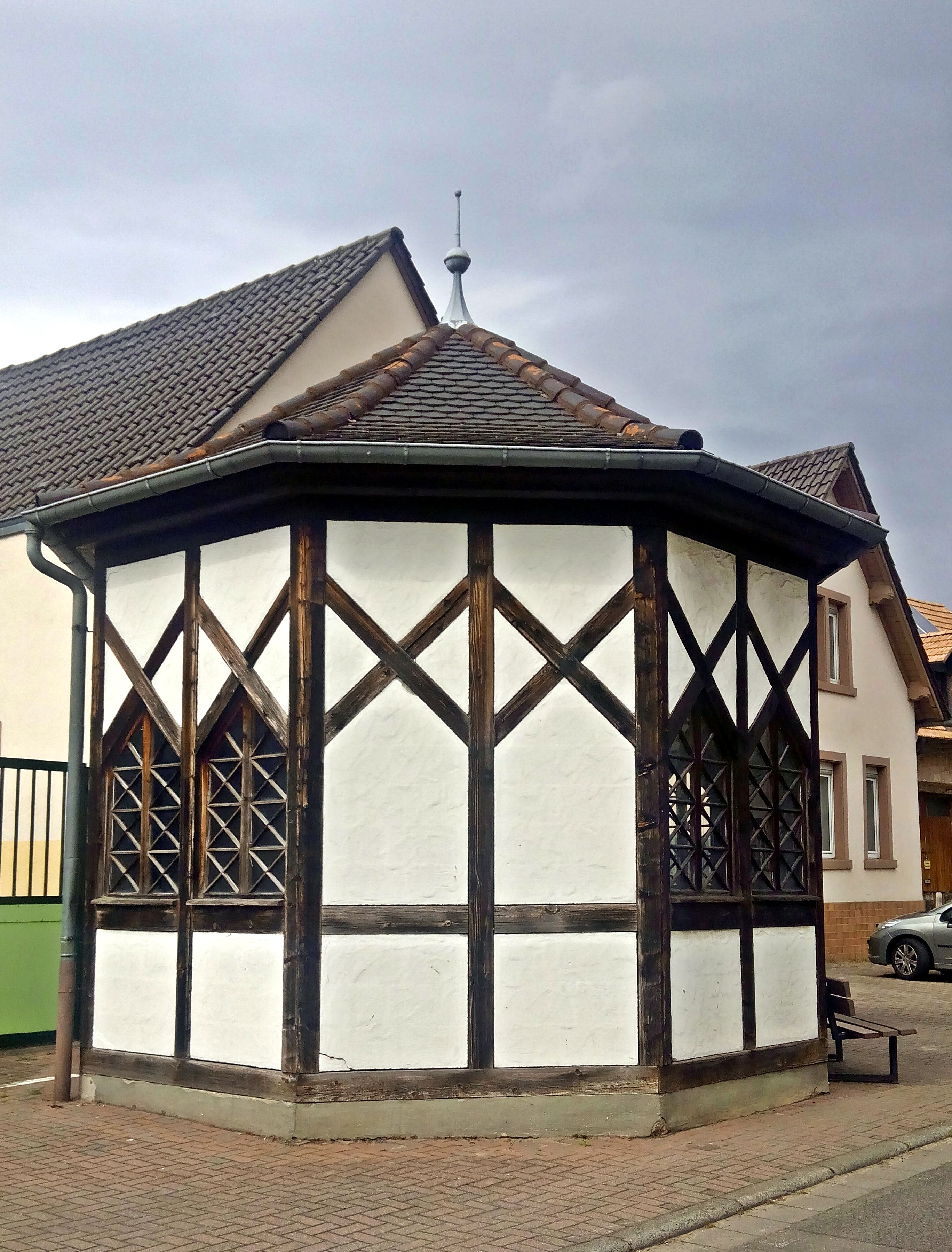
Alte Maxquelle
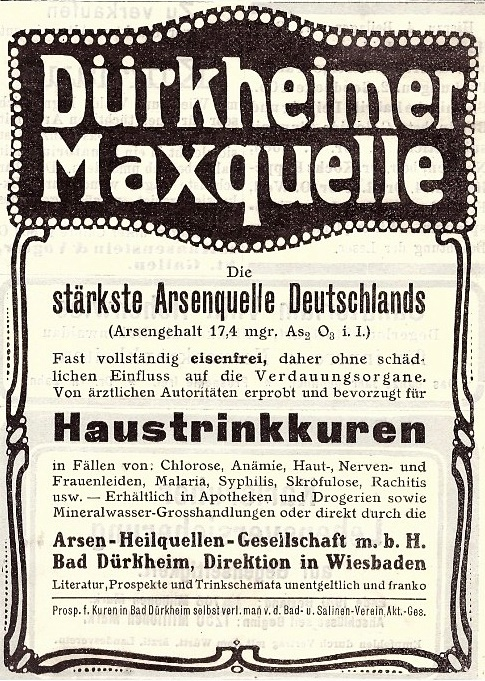
Reclame uit plm. 1910 voor de Maxquelle

Belangrijkste bron van inkomsten in de gemeente is de wijnbouw. Bad Dürkheim telt meer dan 800 hectare wijngaarden, waar overwegend witte wijn wordt geproduceerd.
Belangrijk is ook het kuurbedrijf. De stad bezit zeven geneeskrachtige, zouthoudende bronnen, die reeds sinds 1716 gebruikt worden. Het 330 meter lange gradeerwerk van de stad is na brandstichting in 2007 verwoest en in 2010 herbouwd. In samenhang met het kuurbedrijf zijn er enige kuurklinieken aanwezig. De stad bezit ook een kuurpark, alsmede Kurhaus met casino.
Van 1859 tot het midden van de jaren 1950 was de minerale bron (Alte) Maxquelle te Bad Dürkheim in gebruik bij het kuurbedrijf. Het hieruit gewonnen bronwater heeft een naar verhouding hoog gehalte arseen in de vorm van 18 milligram arseen(III)oxide per liter bronwater. Bij onderzoek in 1860 en 1861 werden in het bronwater voor het eerst ter wereld sporen van cesium en rubidium aangetoond. In 1906 werd pas ontdekt, dat de bron ook arseen bevatte. In die tijd geloofde men, dat deze stof geneeskrachtig was, en de bron trok een groot aantal kuurgasten aan. Pas rond 1955 kwam men tot het inzicht, dat het giftige arseen in het bronwater de gezondheid meer schaadde dan bevorderde.
Daarnaast kent de gemeente enige bosbouw. De nijverheid en industrie is beperkt tot een kleine papierfabriek en enkele metaal- en houtbewerkingsbedrijven, alsmede een groot aantal ondernemingen van lokaal midden- en kleinbedrijf.

## Geschiedenis
Zie ook: Abdij Limburg; Hardenburg; Graafschap Leiningen.

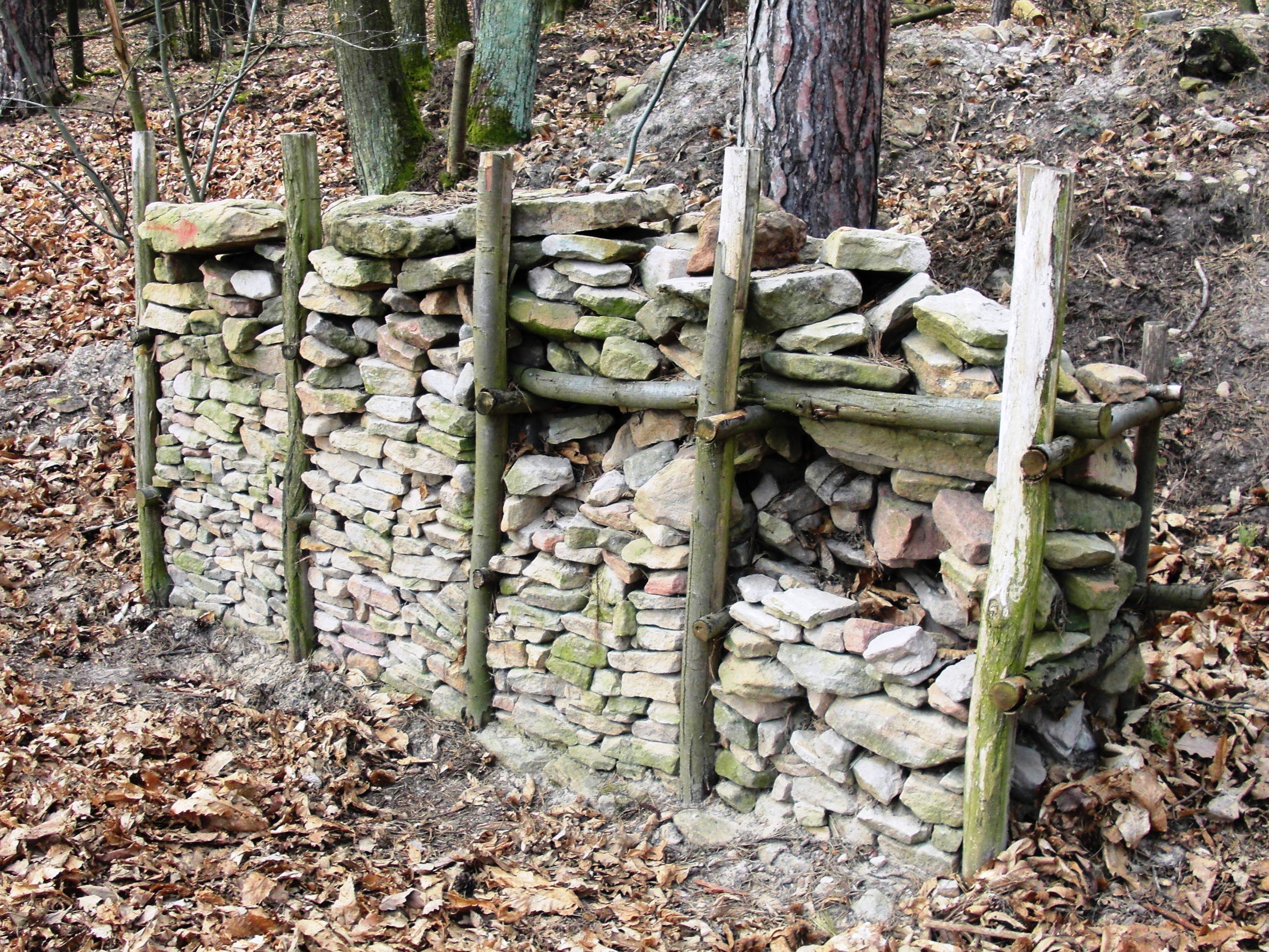
Heidenmauer (moderne reconstructie)
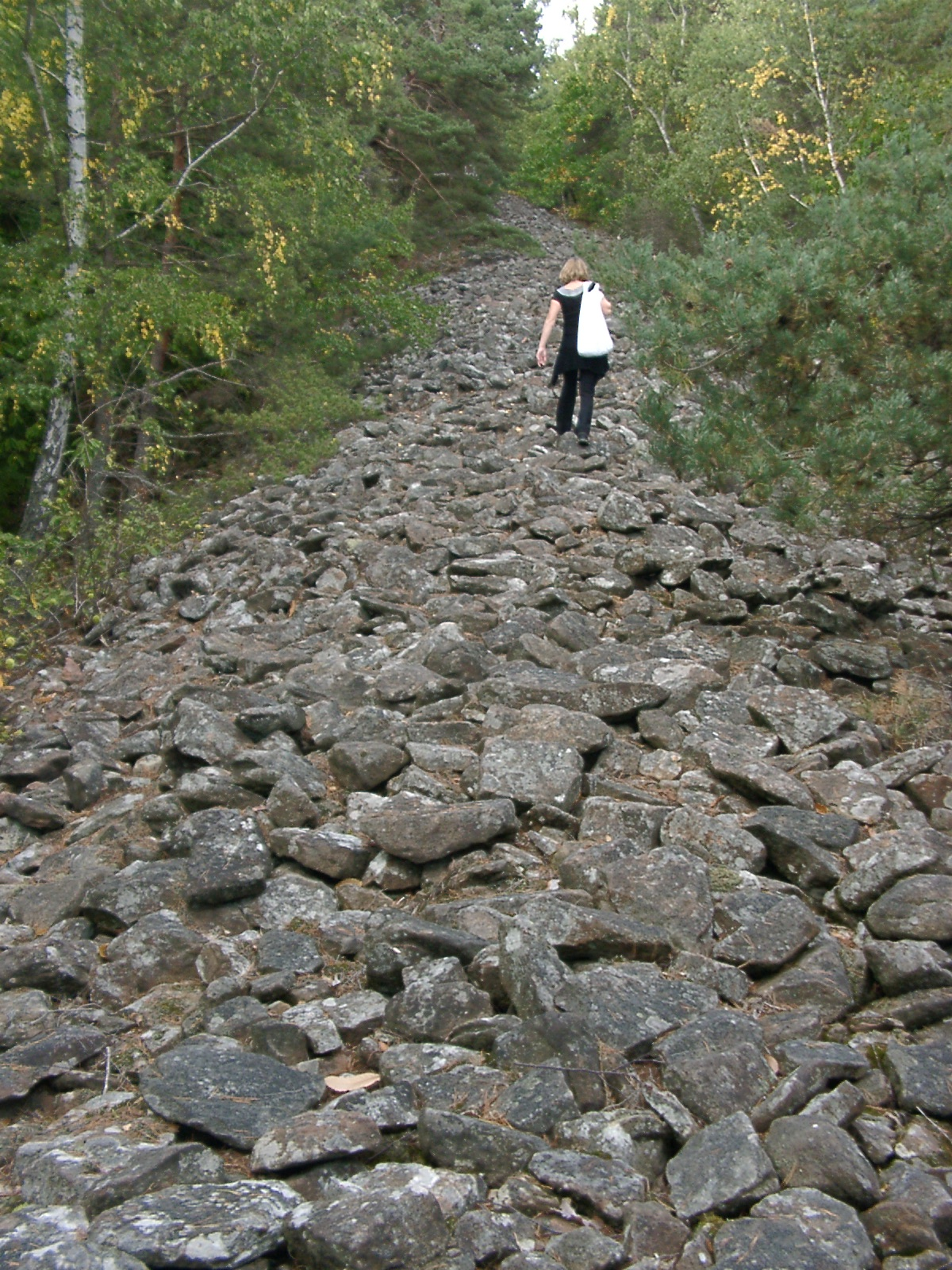
De Keltische Heidenmauer

Tussen plm. 1200 en 500 voor het begin van de jaartelling was het gebied langs het riviertje Isenach bewoond door Kelten. Aan hen herinnert onder andere de Heidenmauer, een 2½ kilometer lange ringwal (bouwmethode: Murus Gallicus), die rond 500 v. Chr. gedateerd wordt. Deze Heidenmauer ligt één kilometer ten noordwesten van de stad op een 264-297 meter hoge heuveltop. In 2006 is de locatie serieus archeologisch onderzocht. Onderzoek van talrijke daar gevonden potscherven heeft de datering van rond 500 v. Chr. verder onderbouwd. De Heidenmauer ligt tegenwoordig op de grond (de stenen ervan bestaan nog, maar het hout ertussen niet meer) en lijkt wel iets op een rotsig bospad.
Ook de Romeinen hebben in het gebied sporen achtergelaten. In het huidige Wachenheim hadden zij een villa rustica en in het huidige Ungstein een grote wijnboerderij, met eveneens een villa rustica. Deze heeft ongeveer van het begin van de jaartelling tot het jaar 348 bestaan. Deze Villa rustica Weilberg werd gereconstrueerd en is thans een archeologisch openluchtmuseum.
In de Codex Laureshamensis uit de Abdij van Lorsch wordt, gedateerd 1 juni 778, een plaats Turnesheim vermeld en in een document uit 946 wordt Thuringeheim genoemd. Deze vermeldingen worden beschouwd, op het huidige Bad Dürkheim betrekking te hebben.
In 1035 schonk keizer Koenraad II de nederzetting Dürkheim aan de tien jaar eerder gestichte Abdij Limburg. Vanaf 1360 genoot de plaats stadsrecht. In 1471 veroverden en verwoestten troepen van keurvorst Frederik I van de Palts Dürkheim; daarbij kwam ook het stadsrecht weer te vervallen. De daarna geleidelijk weer gegroeide plaats kwam in 1554 aan de graven Zu Leiningen. In de Negenjarige Oorlog (1688-1697) werd de plaats in 1689 afgebrand. Na een vlotte herbouw verleende de graaf van Leiningen aan Dürkheim opnieuw stadsrechten. In 1720 lieten de graven van Leiningen, die kasteel Hardenburg hadden verlaten, in het stadje een barok kasteel bouwen, Schloss Dürkheim. In 1794 werd dit door Franse troepen verwoest. Later ontstond hier het kuurpark van Bad Dürkheim.
Na de Napoleontische tijd lag de plaats tot 1818 in Oostenrijk en van 1818 tot 1862 in het Koninkrijk Beieren. In deze periode ontwikkelde de stad zich tot Solbad, kuuroord met zouthoudende bronnen.
In oktober 1935 vond te Bad Dürkheim de officiële opening (door nazi-gouwleider Josef Bürckel) van de toeristische route Deutsche Weinstraße plaats.
Bad Dürkheim behoort tot de plaatsen, waar op 23 oktober 1940 de nog aanwezige joden in het kader van de Wagner-Bürckel-Aktion werden gedeporteerd naar het Zuid-Franse gevangenenkamp te Gurs. Velen van hen werden in de jaren daarna vanuit Frankrijk naar o.a. concentratiekamp Auschwitz weggevoerd en daar vermoord. In de eindfase van de Tweede Wereldoorlog werd Bad Dürkheim zwaar door geallieerde vliegtuigen gebombardeerd. Daarbij vielen ruim 300 doden.
In 1946 kwam de stad in de nieuwe deelstaat Rijnland-Palts te liggen.
In oktober 2010 kreeg Bad Dürkheim van de Duitse federale overheid de eretitel Ort der Vielfalt (betekenis ongeveer: multi-culturele, tolerante en democratische plaats) toegekend.

## Bezienswaardigheden, toerisme

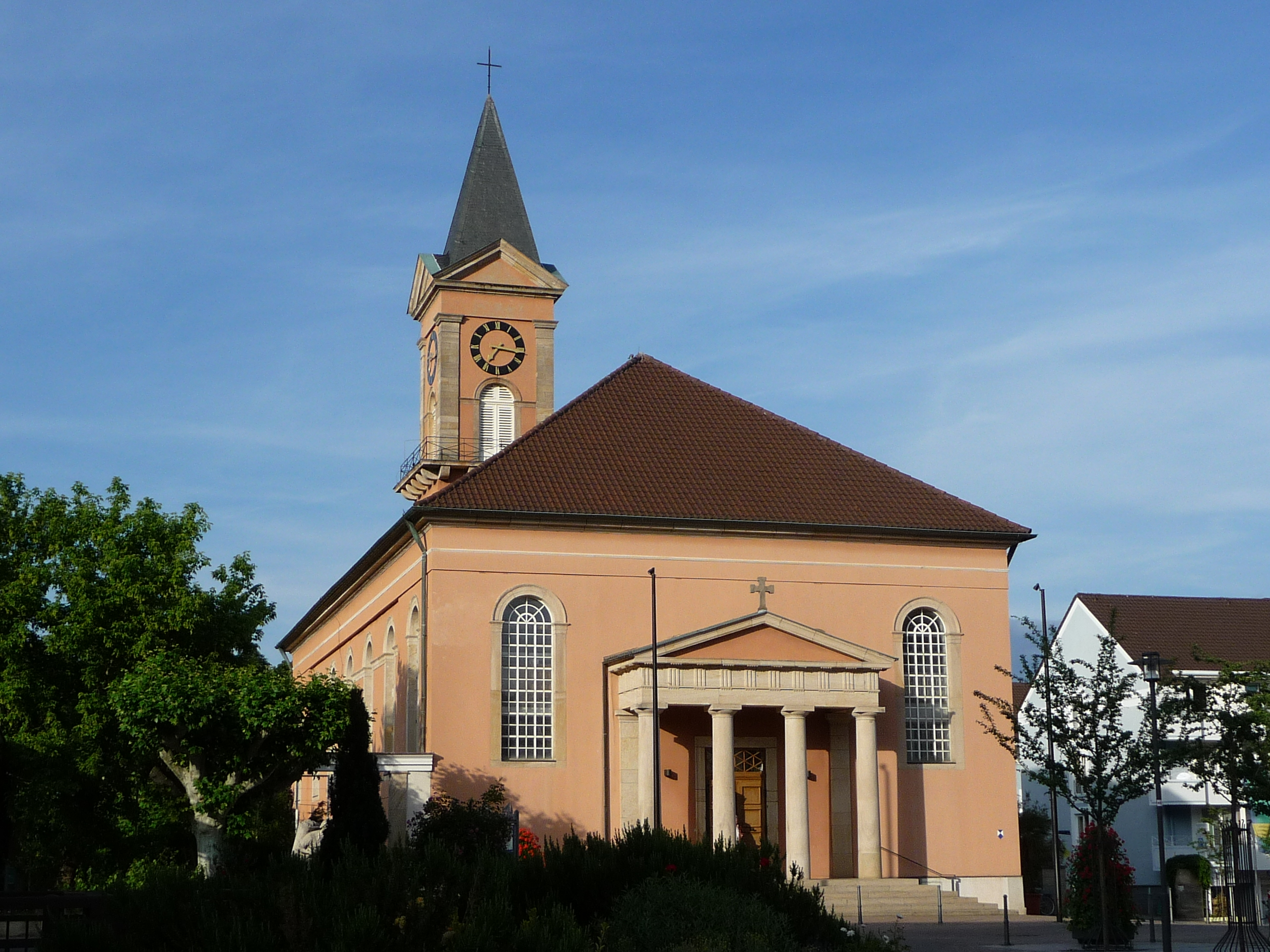
R.K. Ludwigskirche
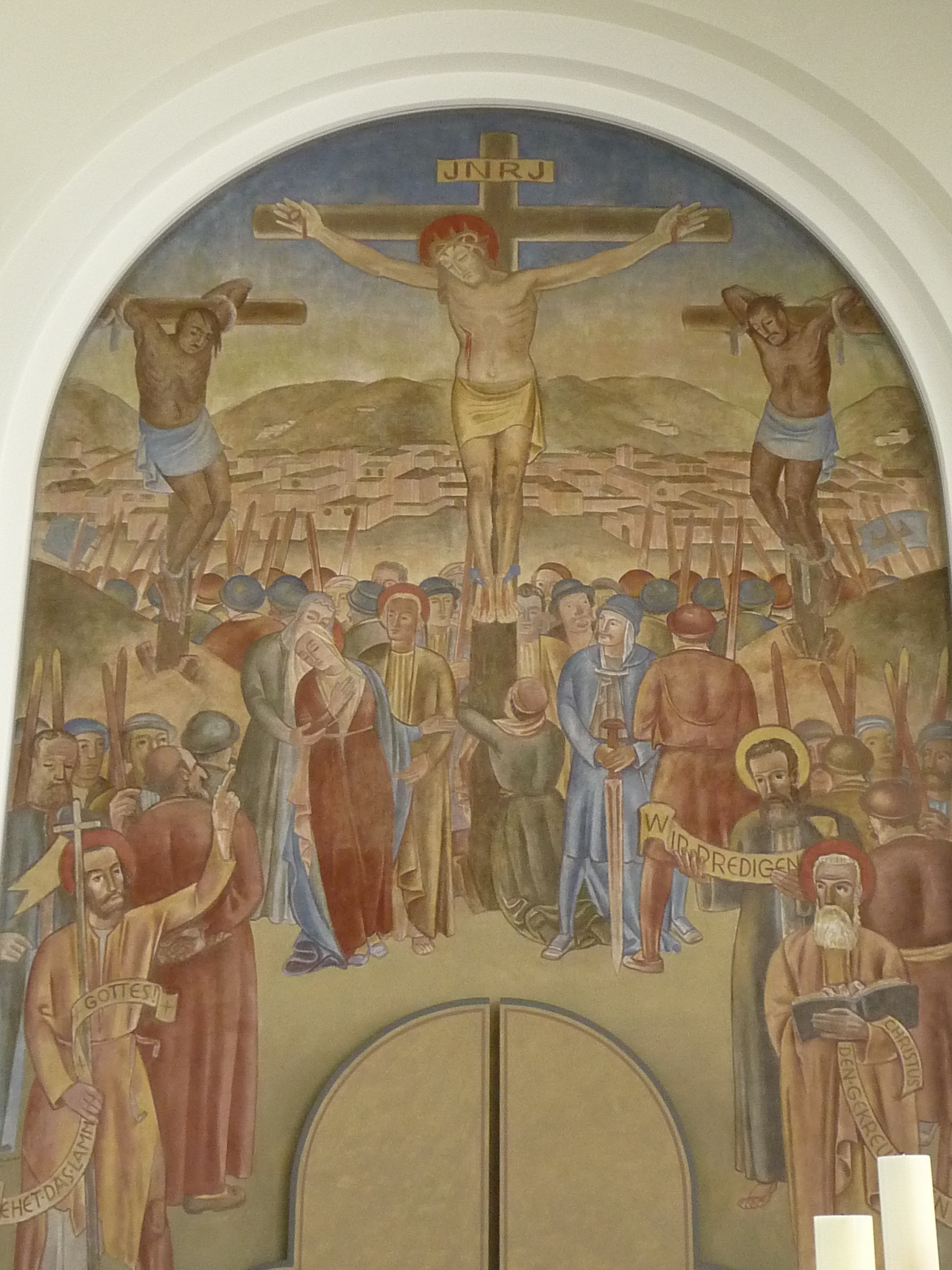
Altaarschilderij in deze kerk (Paul Thalheimer, 1939)
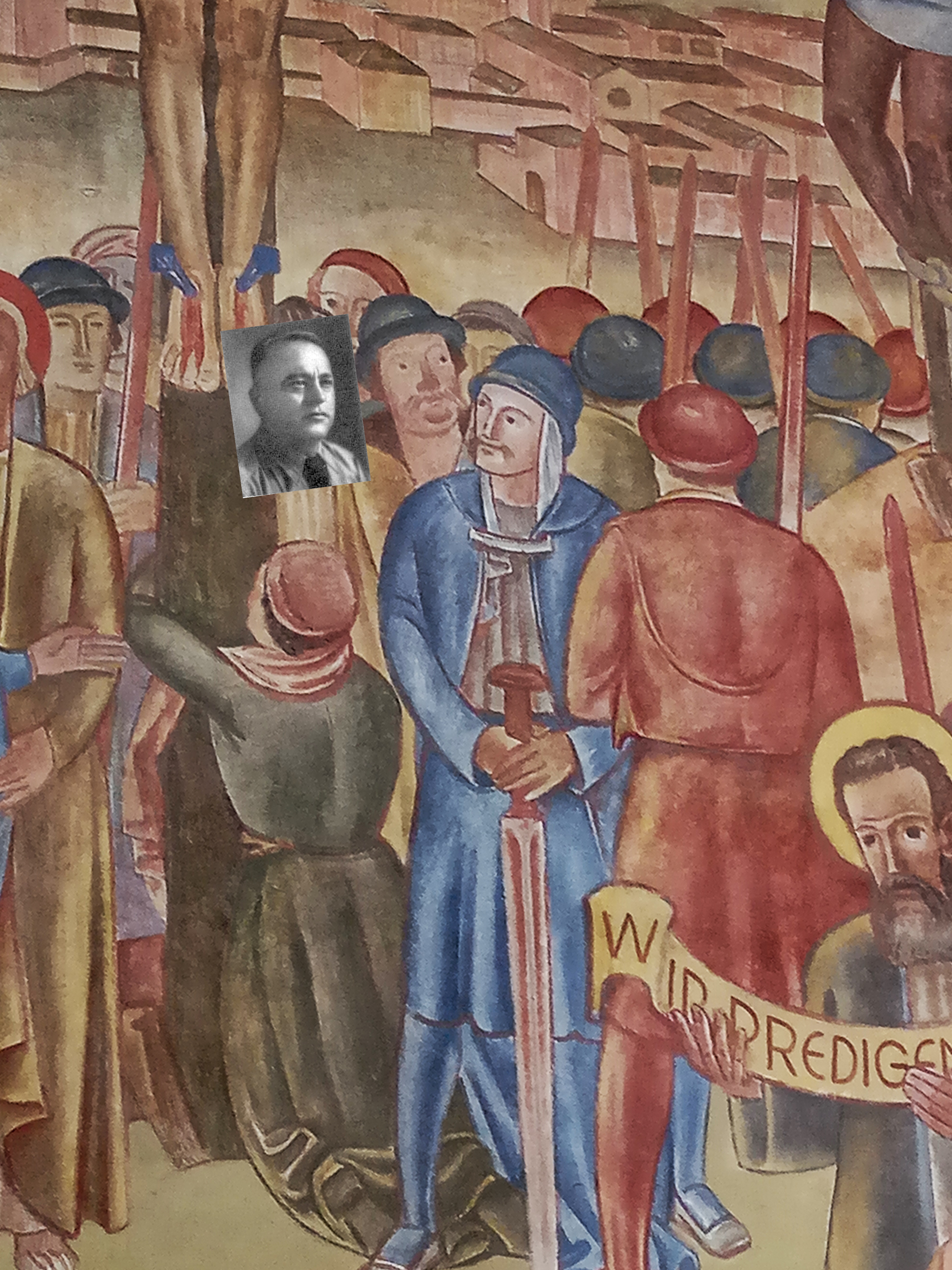
Detail van dit schilderij: Josef Bürckel met bolhoed op en met rode drankneus, zie ook ingemonteerd fotootje
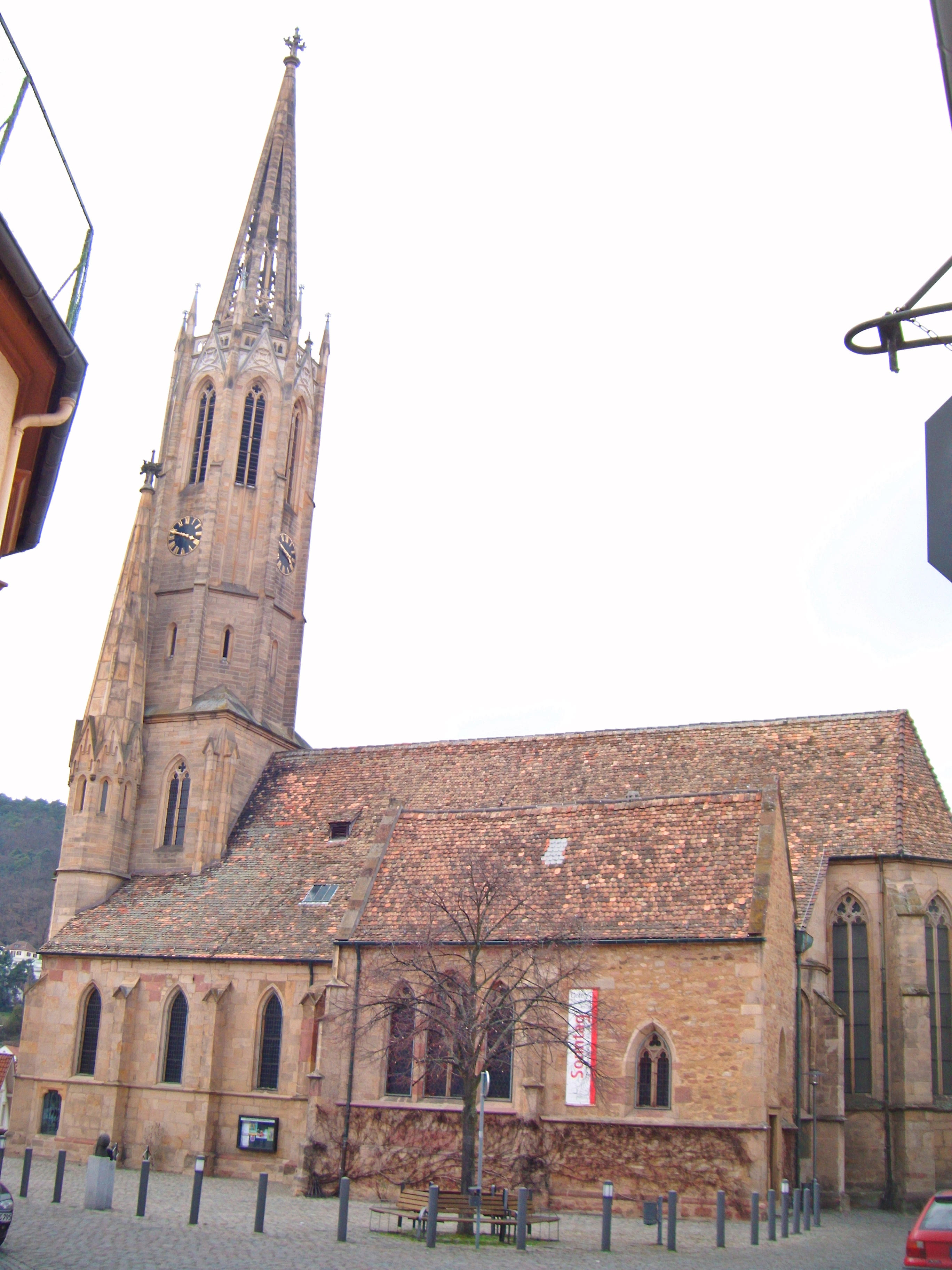
Slotkerk
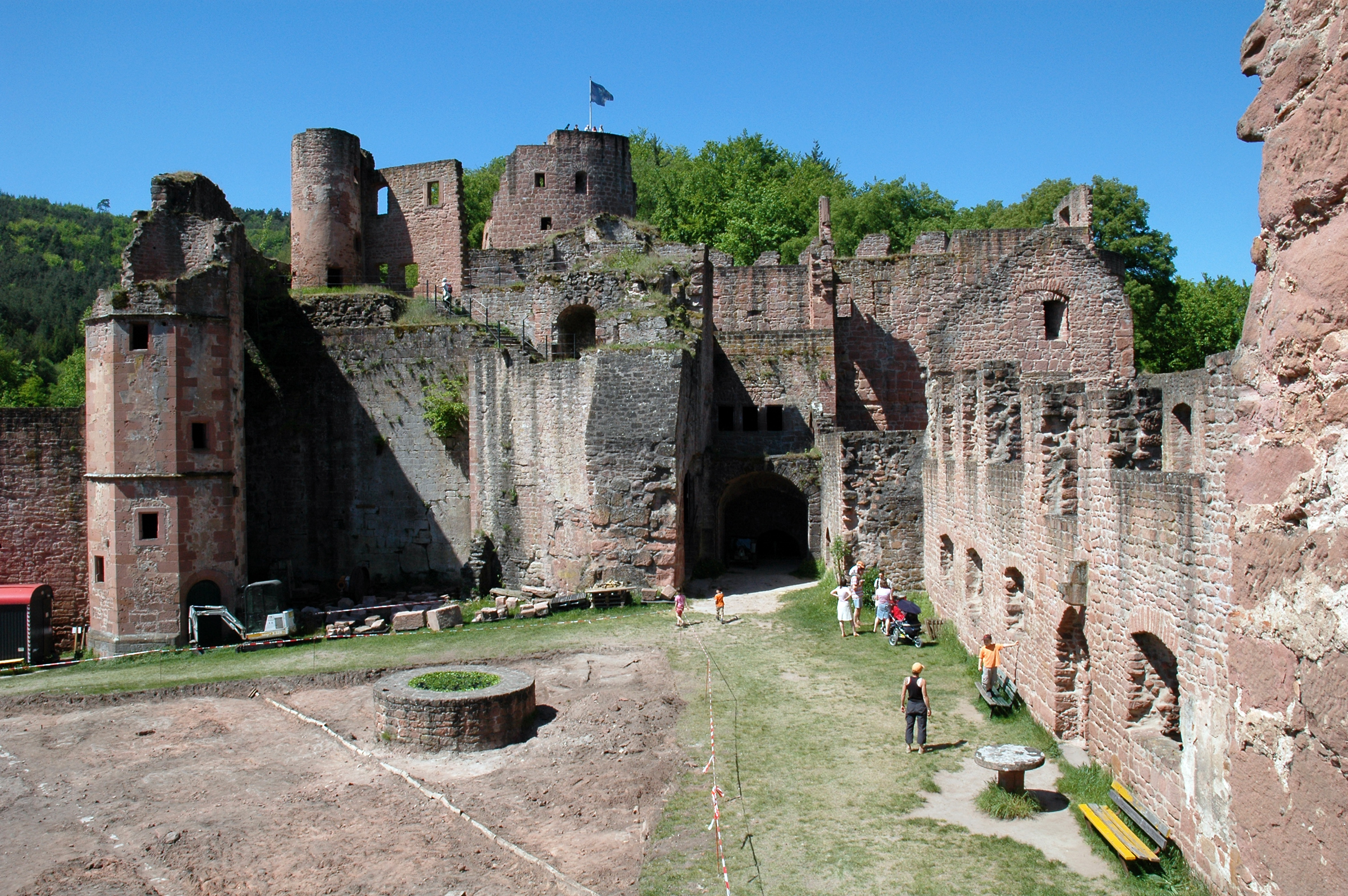
Ruïne kasteel Hardenburg
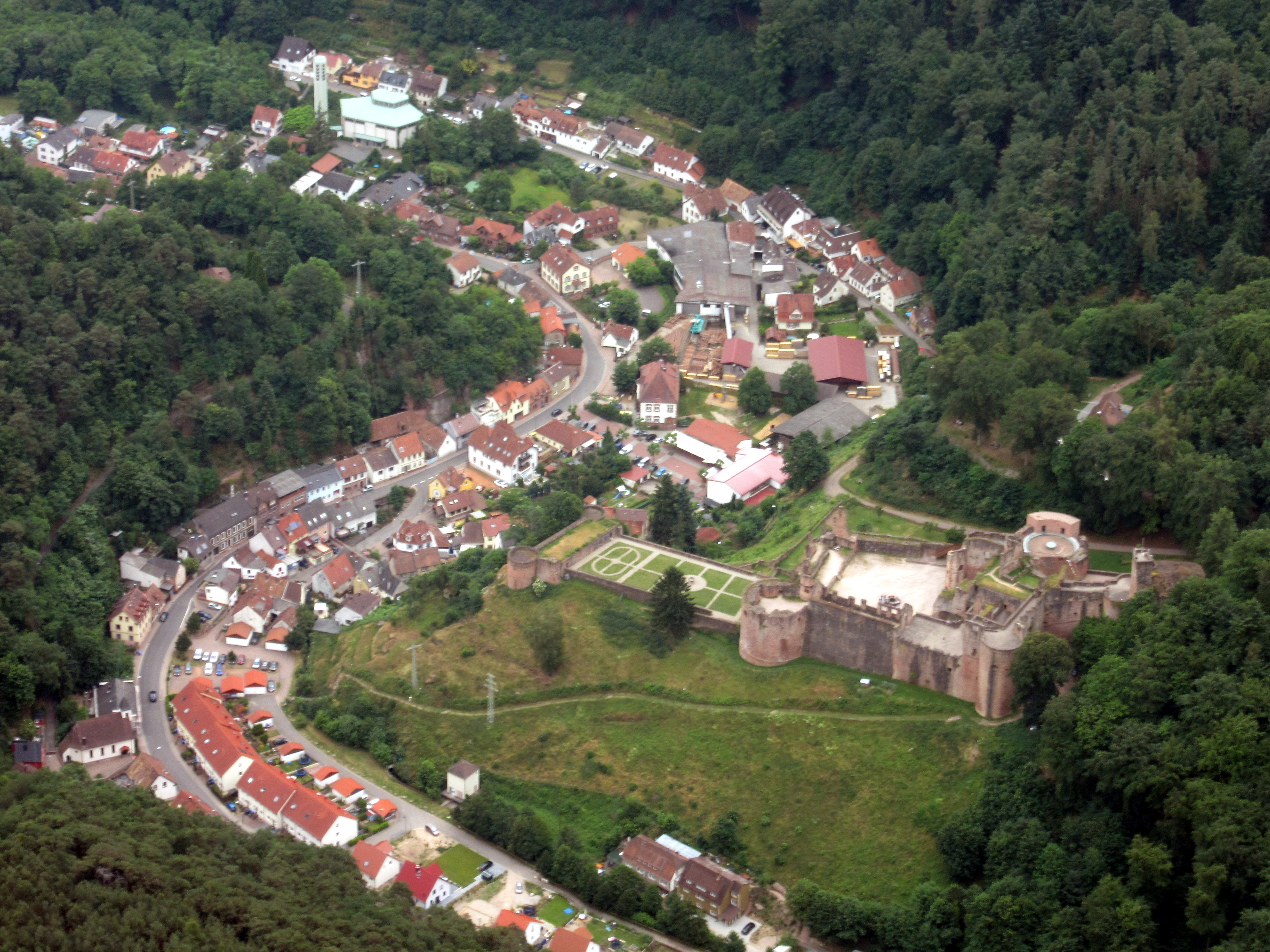
Luchtfoto (2017) van kasteel en dorp Hardenburg, ten westen van Bad Dürkheim
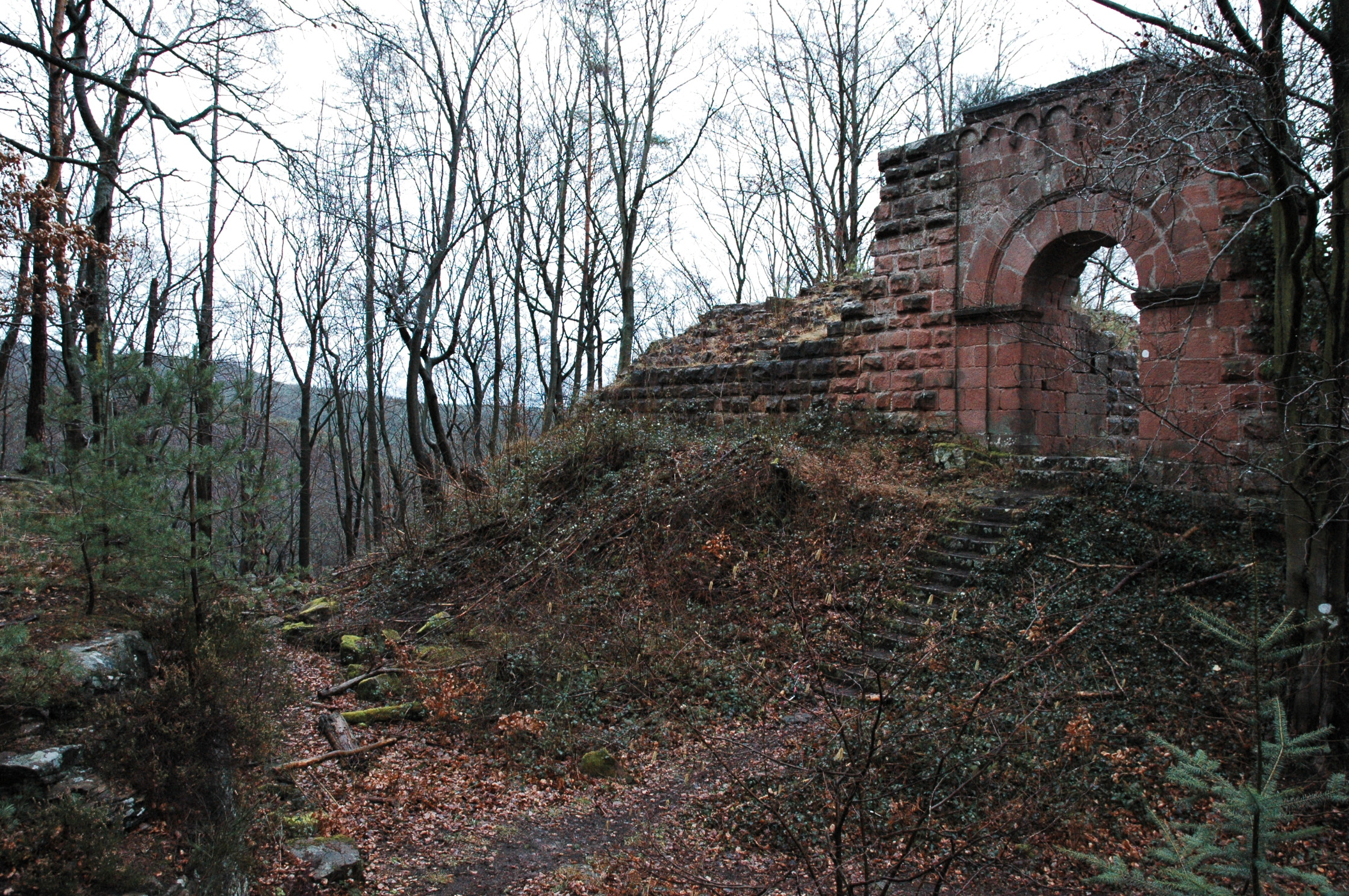
Ruïne kasteel Schlosseck
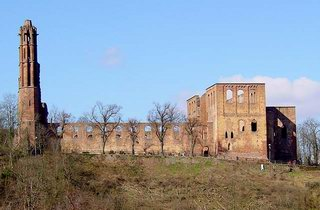
Ruïne benedictijnerabdij Limburg
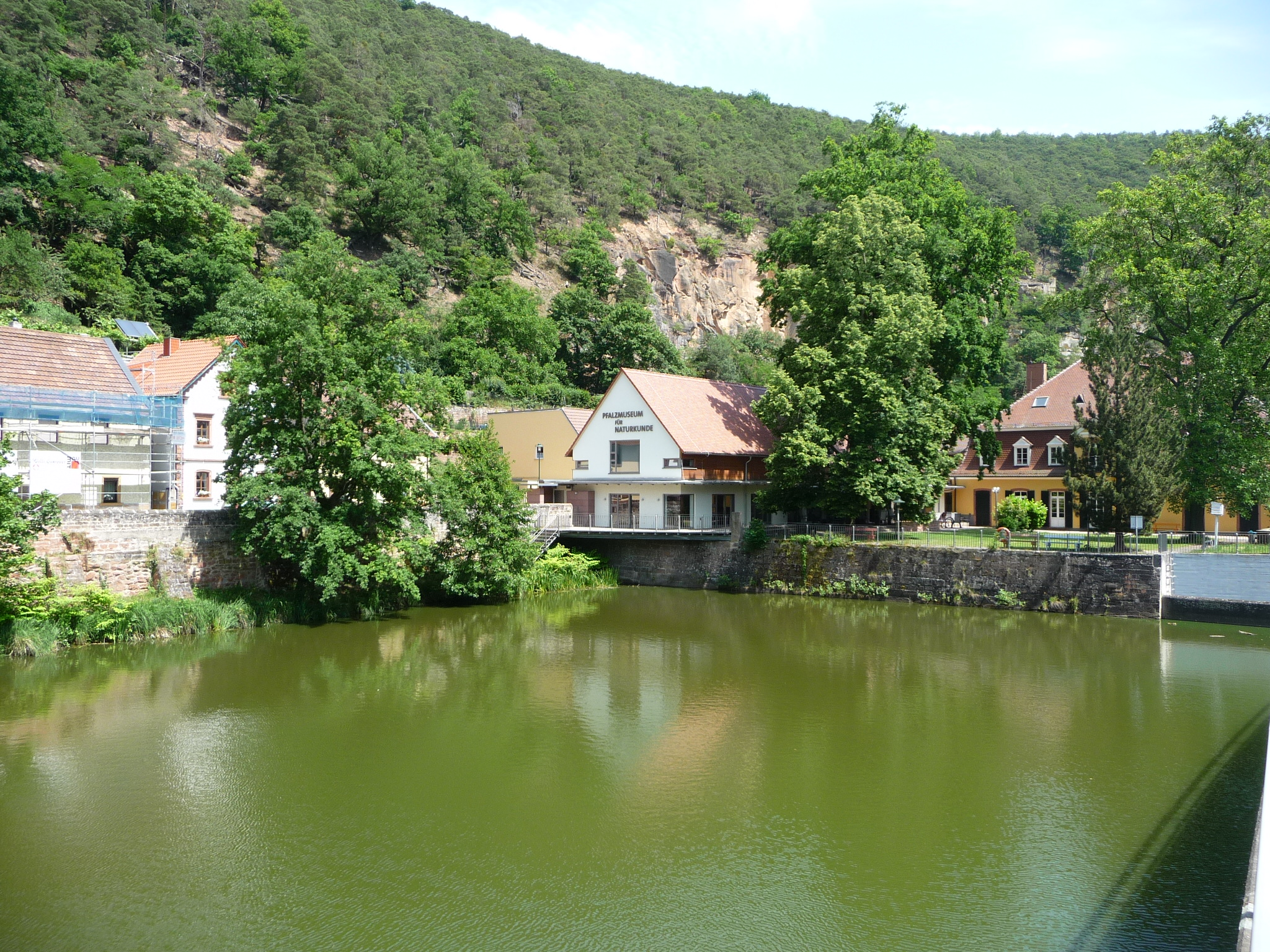
Vijver Herzogweiher met het Pfalzmuseum
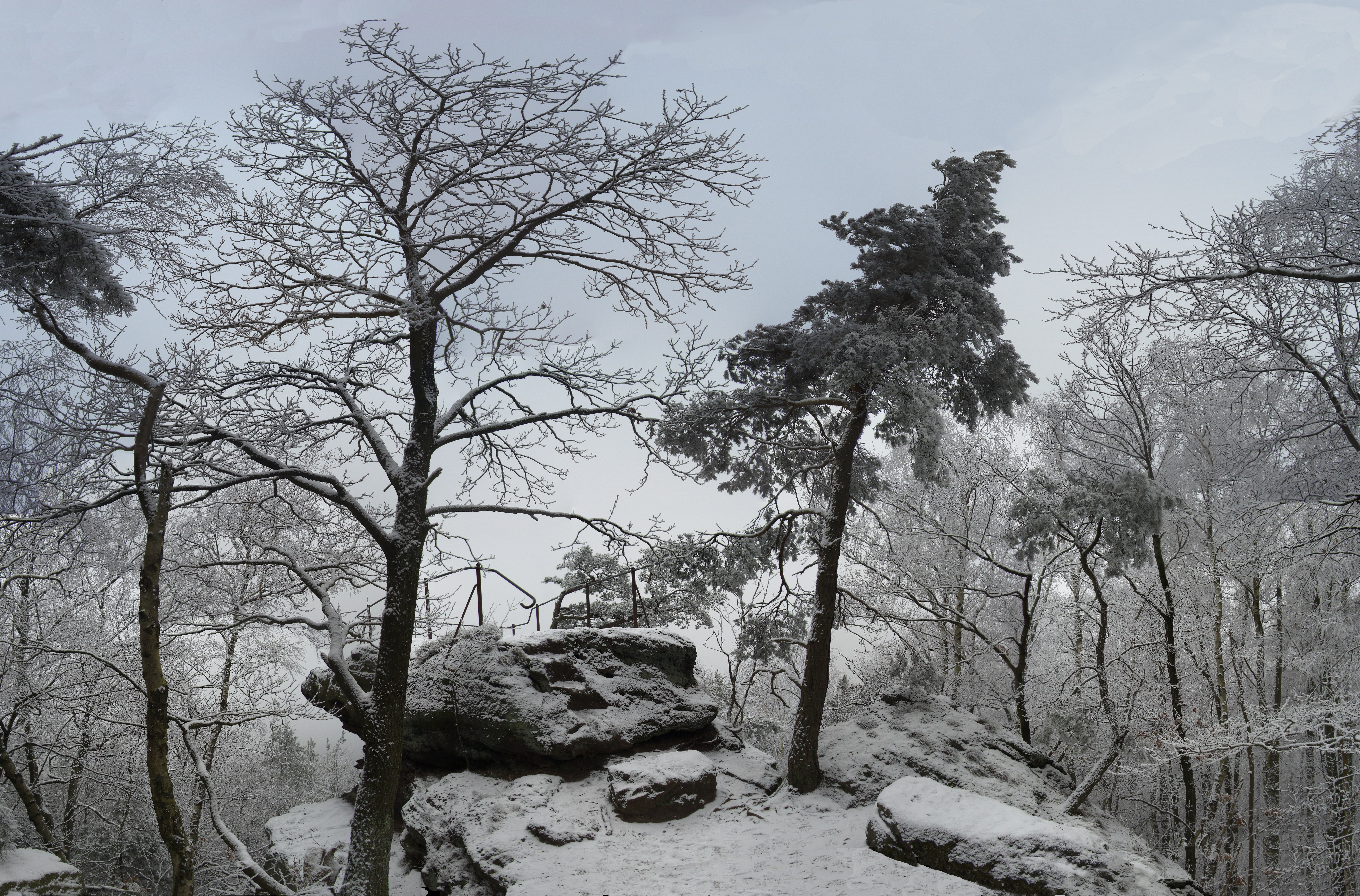
Top van de Drachenfels, hoogste berg van Bad Dürkheim, ten westen van de stad
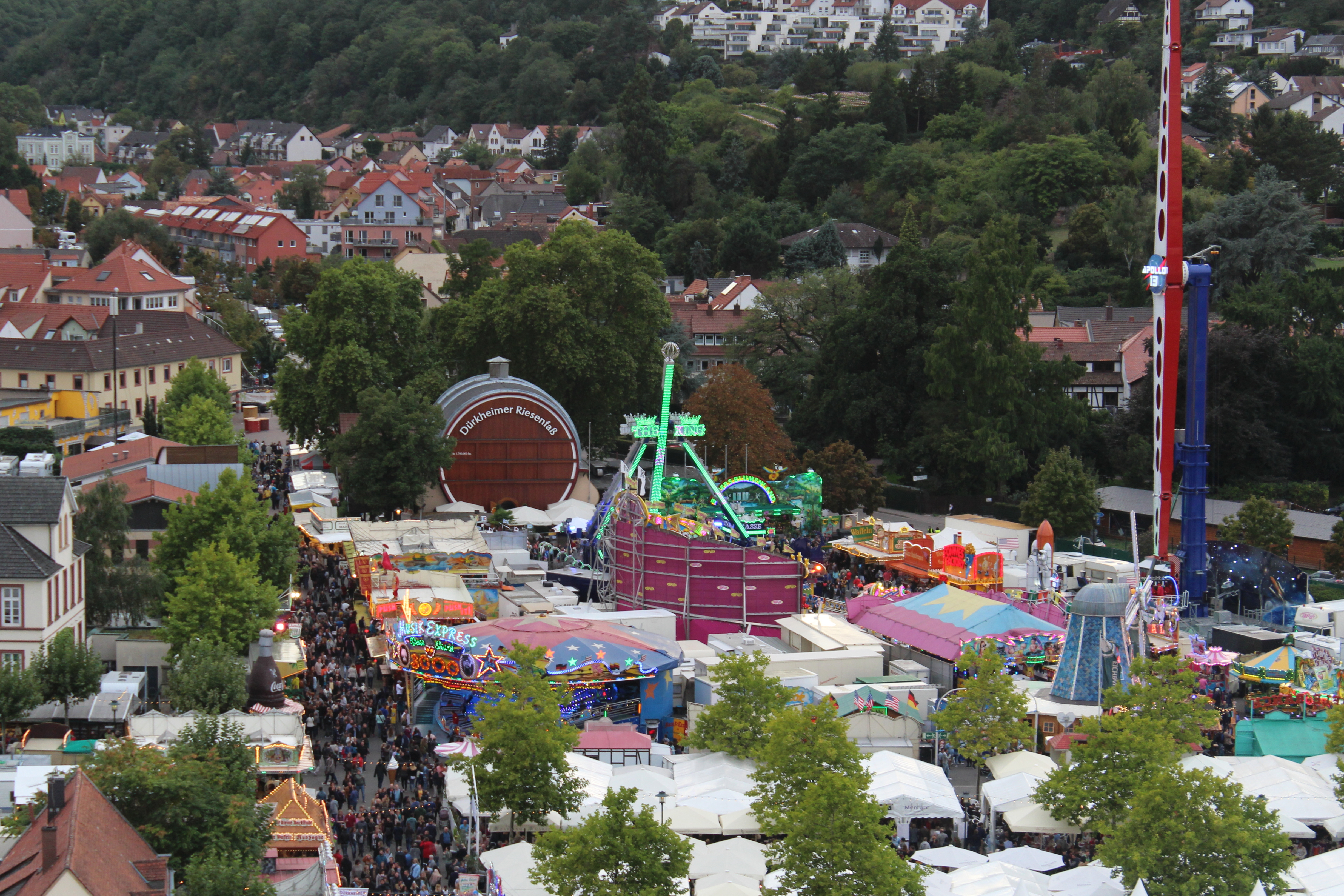
Het Riesenfass tijdens de Wurstmarkt  van september 2017
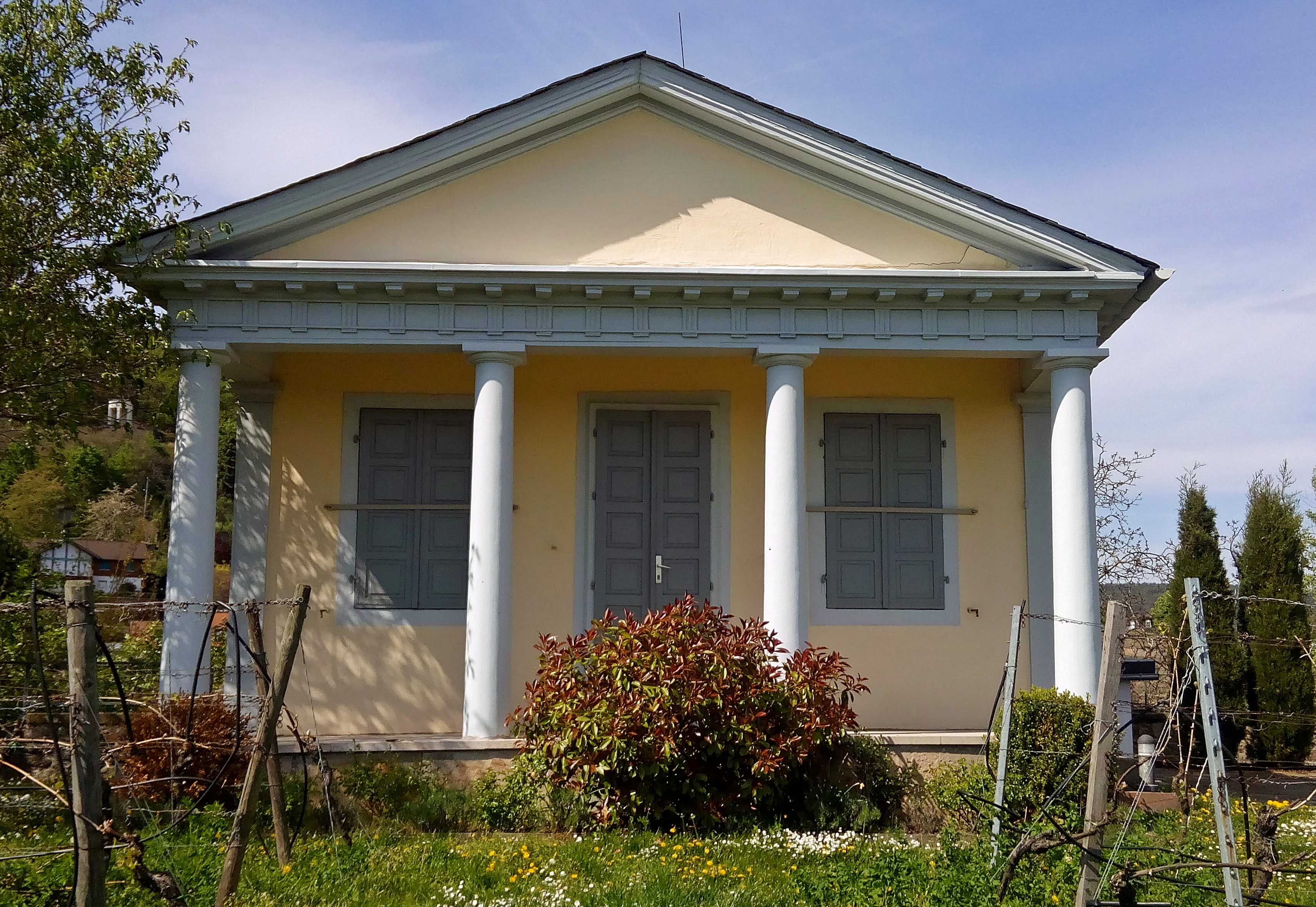
Voorzijde Vigilienturm

In de stad staat de in 1828 in de stijl van het classicisme gebouwde, rooms-katholieke Ludwigskirche. In deze kerk bevindt zich een bijzonder altaarschilderij. Het werd in 1938-39 geschilderd door Paul Thalheimer, een kunstenaar, die een tegenstander van het nationaalsocialisme van Adolf Hitler was. Het schilderij stelt de kruisiging van Jezus voor. Een van de twee samen met Jezus gekruisigde misdadigers is met de gelaatstrekken van Hitler afgebeeld. Een toeschouwer bij de kruisiging is afgebeeld met een bolhoed op en met een rode drankneus. Dit is een afbeelding van Josef Bürckel (1895-1944), een gevreesde nazi en Jodenvervolger, die in Zuidwest-Duitsland Gauleiter was, en berucht was om zijn overmatig alcoholgebruik. Wonder boven wonder is dit schilderij nooit bij de nazi's opgevallen, anders zou de kunstenaar door het regime ongetwijfeld zwaar zijn gestraft.
Het belangrijkste kerkgebouw van de stad is de uit omstreeks 1200 daterende, in de stijl van de vroege gotiek gebouwde Schlosskirche, die in gebruik is bij de evangelisch-lutherse gemeente van de stad.
De stad en haar omgeving zijn rijk aan bijzondere, schilderachtige ruïnes:
- De ruïne van de in de Napoleontische tijd verwoeste abdij Limburg is grotendeels een openbaar park, waar regelmatig toneel- muziek- en andere uitvoeringen plaats vinden. Het bijbehorende restaurant is na een brand in juli 2017 heropend in 2020. De bijbehorende kloosterkerk is zeer bezienswaardig.
- De ruïne van kasteel Hardenburg, twee km ten westen van het voormalige klooster Limburg, is voorzien van een bezoekerscentrum met klein museum, en een uitzichtplatform. Ook hier vinden van tijd tot tijd muziekuitvoeringen plaats, waaronder rockconcerten.
- Niet ver van de Hardenburg ligt nog een ruïne van een (wellicht nooit geheel voltooid) middeleeuws kasteel, Schlosseck.
- Andere kleinere kasteeltjes, gebouwd als jachtslot, dragen bizarre namen als Kehrdichannichts (Trek je nergens iets van aan; een boswachtershuis is hiervan bewaard gebleven), Murrmirnichtviel (betekenis ongeveer: Gehoorzaam zonder veel morren aan mijn verbod, mijn terrein te betreden; alleen nog ruïne) en Schaudichnichtum (Kijk niet achterom; alleen nog een uit geringe brokstukken bestaande ruïne).[7]
- Op een heuveltop ten noorden van de stad stond in de middeleeuwen een ronde wachttoren. De ruïne daarvan, destijds eigendom van een rijke wijnboer, maakte in 1842 plaats voor een imitatie van een klassiek Griekse tempel. De locatie heet nog altijd Vigilienturm, naar Latijn vigil, bewaker; waakzaam.

De stad ligt aan de Deutsche Weinstraße en ieder jaar vindt er, medio september, het grootste wijnfeest ter wereld plaats: de "Wurstmarkt". Dichtbij de locatie van dit jaarlijkse festijn staat een restaurant, gebouwd in een reusachtig wijnvat, dat volgens de Dürkheimers het grootste ter wereld is.
Het fraai boven een vijver gelegen Pfalzmuseum is een regionaal museum, vooral gewijd aan de geologie van de streek.
Ten westen van de stad zijn in het Haardtgebergte talrijke fraaie wandelingen, ook meerdaagse tochten, mogelijk. Een klein gedeelte van stadsdeel Leistadt ligt in het ecologisch zeer waardevolle natuurgebied Naturschutzgebiet Felsenberg-Berntal.

## Recuperatie roofkunst
In Bad Dürkheim werd in 2015 veel geroofde kunst teruggevonden uit de Tweede Wereldoorlog. De Nederlandse kunstdetective Arthur Brand kwam via het opsporen van bronzen beelden van paarden uit Berlijn te weten dat veel kunst na de oorlog via handelaren werd doorverkocht aan welgestelde nazi-sympathisanten. Brand begon een undercoveroperatie en deed zich voor als vertegenwoordiger van een Amerikaanse kunsthandelaar. Nadat hij genoeg informatie had, schakelde hij de politie in. Die deed invallen in heel Duitsland waarbij, behalve de bronzen paarden, nog veel meer kunstwerken in beslag werden genomen. De meeste werken lagen in een loods in Bad Dürkheim.

## Geboren
- Emich Karel van Leiningen ( 27 september 1763 - Amorbach, 4 juli 1814), vorst van Leiningen
- Ralf Stegner (* 2 oktober 1959) SPD- politicus en sinds 2021 lid van de Duitse Bondsdag, anno 2021-2022 vaak in het nieuws vanwege omstreden standpunten en uitspraken
- Torsten Lieberknecht (1973), voetbaltrainer
- Tobias Sippel (1988), voetballer
- Jean Zimmer (1993), voetballer

## Partnergemeentes
Bad Dürkheim onderhoudt jumelages met:
- Paray-le-Monial, Frankrijk
- Wells, graafschap Somerset, Engeland
- Kluczbork, Polen
- Kempten (Allgäu), Beieren, Duitsland
- Bad Berka, Thüringen, Duitsland

Minder officiële vriendschapsbanden in het kader van een zgn. Städtefreundschaft bestaan met Michelstadt en het in de USA gelegen Emmaus (Pennsylvania).